# Angaeus rhombifer
Angaeus rhombifer là một loài nhện trong họ Thomisidae.
Loài này thuộc chi Angaeus. Angaeus rhombifer được Tord Tamerlan Teodor Thorell miêu tả năm 1890.